# Atlântico (Benim)
Atlântico (em francês: Atlantique) é um departamento do Benim com sede em Uidá. É o departamento com maior população do país, com 14% da população total.

## Comunas
- Abomei-Calavi
- Aladá
- Pomassê
- Uidá
- Sô-Ava
- Tofo
- Tori-Bossito
- Zé

|  |

## Demografia
| 2002   | 2013    | Taxa de variação intercensitária |
| 801683 | 1398229 | 5,05%                            |